# Delantera eléctrica
La Delantera eléctrica era el sobrenombre con el cual fueron conocidas varios grupos de delanteros de fútbol de los años 30 y 40, siendo las más conocidas las del Real Oviedo y la del Valencia Club de Fútbol.

## Comentarios
Por aquella época se jugaban con 5 delanteros, por lo que en aquellos tiempos las goleadas eran muy comunes. Los 5 delanteros de la Primera Delantera Eléctrica del Real Oviedo serían "Casuco", Gallart, Langara, Herrerita y Emilín. En dos temporadas (31-32; 32-33) jugando  16 y 18 partidos por cada una, marcarían un total de 101 goles, quedando ambos años máximos goleadores de la liga. Es importante decir que en la segunda temporada el Real Oviedo conseguiría el ascenso a la primera División.
Ya en la división de honor se formaría la segunda delantera eléctrica, que perduraría hasta el comienzo de la guerra civil española. Durante las temporadas 33-34; 34-35; 35-36, conseguiría ser dos veces segundo máximo goleador de la primera división y otra sería el máximo goleador. En esas tres temporadas el delantero que más goles marcaría sería Isidro Lángara, habiendo marcado 81 goles en 60 partidos de liga, y con la selección nacional 17 en 12 partidos. El resto de componentes de la segunda delantera eléctrica serían  "Casuco", Gallart, Lángara, Herrerita y Emilin. Tras el inicio de la Guerra civil esta delantera no volvería a jugar junta.
Por último se llegaría a formar una tercera delantera eléctrica. Esta solo duró dos años porque muchos equipos de la liga pretendía fichar a sus integrantes. En dos temporadas marcarían un total de 124 goles en 54 partidos.

## Resumen de partidos y goles a lo largo de varias temporadas
- 1931 - 1932  se jugaron:16  partidos se convirtieron 43 goles
- 1932 - 1933  se jugaron:18  Partidos se convirtieron 58 goles
- 1933 - 1934  se jugaron:18  Partidos se convirtieron 51 goles
- 1934 - 1935  se jugaron:22  Partidos se convirtieron 60 goles
- 1935 - 1936  se jugaron:22  Partidos se convirtieron 63 goles
- 1942 - 1943  se jugaron:26  Partidos se convirtieron 53 goles
- 1943 - 1944  se jugaron:26  Partidos se convirtieron 71 goles

- Total  Partidos: 148, Goles convertidos: 399

De esta delantera eléctrica cabe destacar a su mayor artífice Isidro Langara, habiendo obtenido 3 Pichichis en la máxima categoría, y ser uno de los tres jugadores en la historia del fútbol mundial en tener al menos un pichichi en tres ligas de distintos países, siendo estas España, Argentina y México